# Isachne muscicola
Isachne muscicola är en gräsart som beskrevs av Aimée Antoinette Camus. Isachne muscicola ingår i släktet Isachne och familjen gräs. Inga underarter finns listade i Catalogue of Life.